# Canovaccio
Il canovaccio o scenario è un testo teatrale che riassume la storia e la divide in scene di cui indica i personaggi e i fatti, ma non le battute. Le battute sono improvvisate dagli attori direttamente sulla scena, quindi possono variare di volta in volta.

## Nella commedia dell'arte
In modo particolare nella commedia dell'arte il canovaccio forniva la traccia sulla quale si sviluppava l'improvvisazione teatrale degli attori. Ampie raccolte di canovacci della commedia dell'arte sono giunte fino a noi, pubblicate nel corso del '600 e del '700. Nella più estesa bibliografia sulla Commedia dell'Arte, compilata da T. F. Heck, Commedia dell'Arte. A Guide to the Primary and Secondary Literature, Garland Publishing, New York - London 1988, sono censiti 820 titoli di scenari .
Della stessa opera potevano esistere canovacci diversi, ognuno dei quali indicava la trama da seguire ed i punti essenziali a seconda del pubblico davanti al quale si recitava. La trama del canovaccio descriveva infatti in maniera molto sintetica la successione delle scene e l'intreccio delle vicende, con la sequenza delle entrate e delle uscite dei personaggi, fornendo una sorta di promemoria per il lavoro d'improvvisazione degli attori 
I comici dell'arte erano soliti possedere un vasto bagaglio di canovacci, adatti alle loro potenzialità, da sfruttare al momento della rappresentazione scenica. Nel corso della rappresentazione, gli attori interpolavano nella trama del canovaccio i lazzi, dialoghi e scenette comiche ben collaudate che facevano parte del loro personale repertorio.
Con la definitiva affermazione del dramma scritto, tuttavia, il canovaccio non è scomparso e generi spettacolari, che hanno caratteristiche autonome rispetto alla drammatizzazione scritta, hanno mantenuto tale particolarità: basti pensare al varietà, dove l'improvvisazione ha una parte fondamentale nell'esecuzione della rappresentazione o, in misura minore, al one-man show.